# Magyarföld
Magyarföld est un village et une commune du comitat de Zala en Hongrie.

## Histoire
Le nom Magyarföld (« terre hongroise »), utilisé dès 1898, a officiellement remplacé en 1912 l'ancien nom du village Dobraföld (« terre de Dobra »), qui a probablement pour origine le château de Dobra auquel le village appartenait (aujourd'hui Neuhaus am Klausenbach en Autriche), et donc le mot slave dobra « bon ».